# Великое Село (Сланцевский район)
Вели́кое Село́ — деревня в Новосельском сельском поселении Сланцевского района Ленинградской области.

## История
Деревня Великое Село упоминается на карте Санкт-Петербургской губернии Ф. Ф. Шуберта 1834 года.

ВЕЛИКОЕ — село принадлежит наследникам господина Поршнякова, число жителей по ревизии: 64 м. п., 60 ж. п. (1838 год)

ВЕЛИКОЕ — село госпожи Орловой, по просёлочной дороге, число дворов — 17, число душ — 64 м. п. (1856 год)

ВЕЛИКОЕ СЕЛО — деревня владельческая при колодце, число дворов — 20, число жителей: 82 м. п., 80 ж. п. (1862 год)

В XIX — начале XX века деревня административно относилась к Выскатской волости 1-го земского участка 1-го стана Гдовского уезда Санкт-Петербургской губернии.
Согласно Памятной книжке Санкт-Петербургской губернии 1905 года деревня входила в Малышевское сельское общество.
- Деревня Великое Село на карте 1919 года

С 1917 по 1922 год деревня Великое Село находилась в составе Гоголевского сельсовета Рудненской волости Гдовского уезда.
С 1922 года, в составе Наволокского сельсовета Доложской волости.
С февраля 1927 года, в составе Выскатской волости.
С августа 1927 года, в составе Новосельского сельсовета Рудненского района.
В 1928 году население деревни составляло 143 человека.
По данным 1933 года село Великое Село входило в состав Новосельского сельсовета Рудненского района. С августа 1933 года, в составе Гдовского района.
С января 1941 года, в составе Новосельского сельсовета Сланцевского района.
Деревня была освобождена от немецко-фашистских оккупантов 3 февраля 1944 года.
С 1963 года, в составе Кингисеппского района.
По состоянию на 1 августа 1965 года деревня Великое Село входила в состав Новосельского сельсовета Кингисеппского района.
С ноября 1965 года, вновь в составе Новосельского сельсовета Сланцевского района. В 1965 году население деревни составляло 25 человек.
По данным 1973 и 1990 годов деревня Великое Село входила в состав Новосельского сельсовета Сланцевского района.
В 1997 году в деревне Великое Село Новосельской волости проживали 6 человек, в 2002 году — 9 человек (русские — 67 %).
В 2007 году в деревне Великое Село Новосельского СП проживали 6 человек, в 2010 году — 14 человек.

## География
Деревня расположена в юго-восточной части района на автодороге 41К-782 (Новоселье — Засторонье).
Расстояние до административного центра поселения — 5 км.
Расстояние до ближайшей железнодорожной платформы Сланцы — 38 км.

## Демография
| 1862 | 2007 | 2010 | 2017 |
| ---- | ---- | ---- | ---- |
| 162  | ↘6   | ↗14  | ↗42  |

## Известные уроженцы
- Василий Фёдорович Фёдоров (1912—1982) — артиллерист, участник советско-финской войны, Герой Советского Союза (1940).